# Pteronotus pusillus
Pteronotus pusillus és una espècie de ratpenat de la família dels mormoòpids. Viu a Haití i la República Dominicana. Es tracta de l'espècie més petita de totes les que anteriorment es classificaven com a subespècies de P. parnellii, amb una llargada total de 70 mm, la cua de 15 mm, els peus d'11 mm, els avantbraços de 50,8 mm i les orelles de 17 mm. El seu nom específic, pusillus, significa 'diminut' en llatí.